# Byrsonima basiloba
Byrsonima basiloba là một loài thực vật có hoa trong họ Malpighiaceae. Loài này được A.Juss. mô tả khoa học đầu tiên năm 1840.

## Hình ảnh

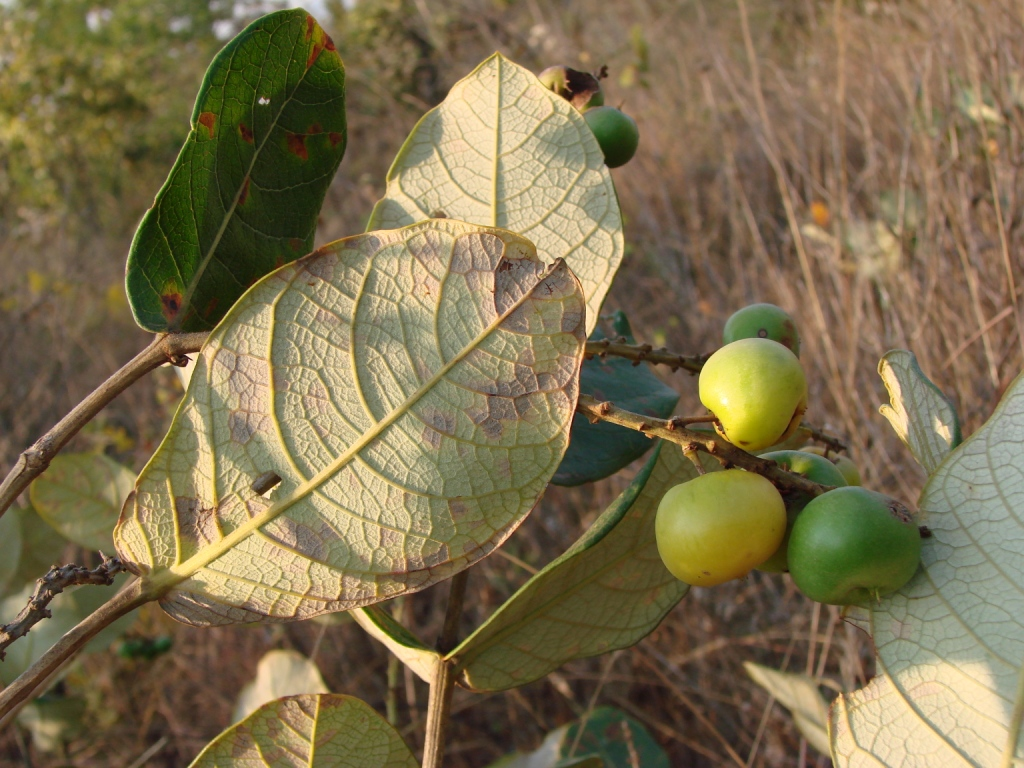
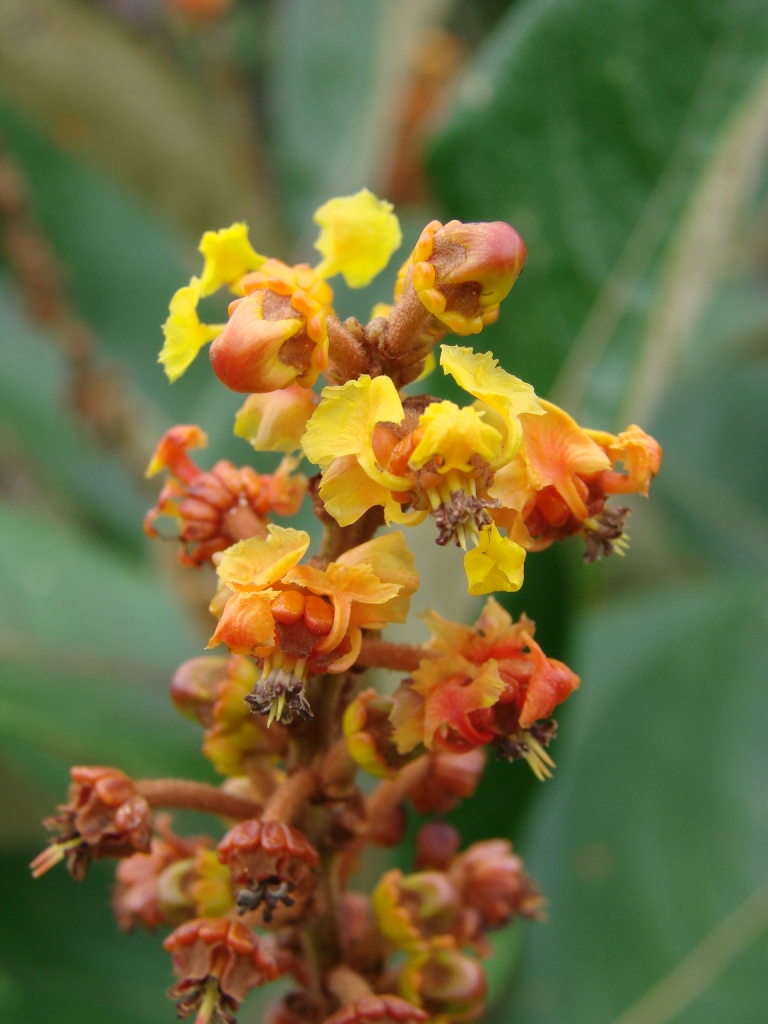